# Kemény György (grafikus)
Kemény György (Budapest, 1936. május 25. –) magyar grafikusművész.

## Életpályája
Gyermekkora óta rajzol. 1956 és 1961 között a Magyar Képzőművészeti Főiskolán tanult. Gábor Pálnál tanulta meg a tervezőgrafika alapjait, a művészetről minden mást elsősorban Barcsay Jenőtől. Ezután színházi, kiállítási és filmplakátok hosszú sorát kezdte tervezni, továbbá katalógusokat, könyv- és lemezborítókat, arculatokat, évtizedeken át az IPM nemzetközi merítésű magazint, és kilenc évig a Színház folyóirat címlapjait is.

## Kiállításai

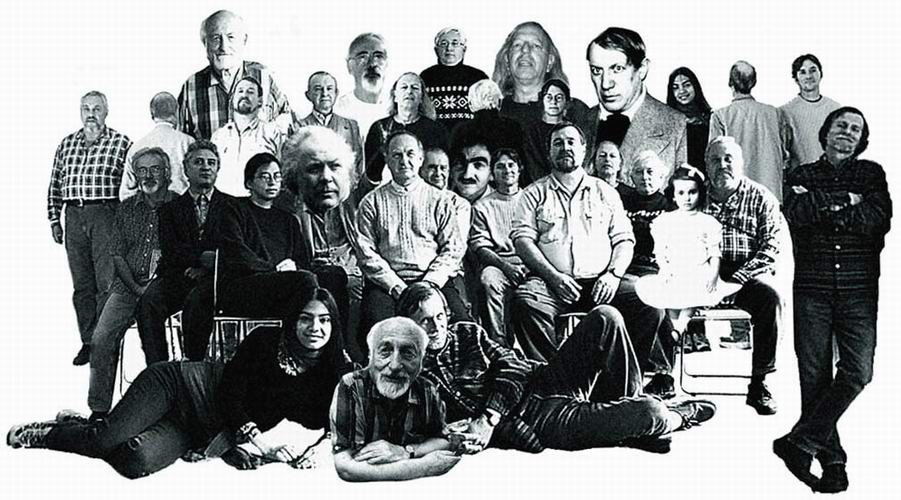
A Koksz műhely csoportképe. (Nem teljes, viszont van, aki kétszer is szerepel.) Felső Sor: Kaján, Fenekovács, Jelenszky, Kemény, ismeretlen (Pablo...), Makina, Császár (háttal), Árvay. Alattuk: Halász, Sajdik (háttal), Szalay, Bojcsuk, Kemény, Jelenszky (háttal), Varga. Ülő sor: Fenekovács, Lipták, Varga, Daumier, Sajdik, Bojcsuk Szerényi, Árvay, Szalay, Kemény, Jelenszky, Ismeretlen XIX. századi gyermek, Halász. Jobb szélen áll: Tettamanti. Fekvő sor: Makina, Kaján, Tettamanti

Kiállítási installációja volt a párizsi Centre Pompidou-ban a magyar filmről (1979), de a – legalábbis méretre – legnagyobb munkája a műcsarnokbeli 100+1 Éves a Magyar Plakát című monstre tárlat teljes koncepciója, térberendezése, plakátja, katalógusa és hanginstallációja volt (1986). Párhuzamosan tervezőgrafikai munkáival képeket, plasztikákat, nagyméretű rajzokat, installációkat is létrehozott (az 1980-as évek elején például működő tévékészülékekkel), amelyekkel néhány egyéni és igen sok csoportos kiállításon szerepelt. Legfontosabb a Dorottya Galéria-beli Az utolsó vacsora című egyéni kiállítása, térberendezése és videóinstallációja volt (1981).
A Pécsi Galériában rendezte életmű-kiállítását 1999-ben. 2003-ban a Soros Alapítvány életműdíjjal jutalmazta. 2005-ben a Műcsarnokban performanszot mutatott be. Az utóbbi években a KOKSZ (Kortárs Karikatúra és Szatíra) csoport, továbbá az MPT (Magyar Plakát Társaság)tagjaként állított ki többször Budapesten, továbbá Rómában (2005), Prágában (2006), Bécsben (2007), Varsóban (2007) munkákat, végül a Pixelen (Digitális nyomatok I. országos szemléje) is (2006). „Vanmensója”, négy felületre vetített DVD-programja és performansza a Nyitott Műhelyben volt szintén 2006-ban. 2008-ban a Varsói Plakátbiennálén, továbbá a békéscsabai Országos Tervezőgrafikai Biennálén szerepelt plakátokkal, ahol Konecsni Életműdíjjal jutalmazták. Egyik utóbbi csoportos kiállítása Szentendrén volt 2014 júliusában, a Szentendrei Régi Művésztelepen, a MANK Galériában, a kiállítás címe: MEGA-PIXEL 2014 - 3. Digitális Alkotások Országos Tárlata

## Műveiből
- Konzervatív szék (1969)
- Nadesor 18, avagy a fehér megtalálása
- Nade 25 (2009. július 3.) [halott link]
- Örkény István: Tóték című drámájának grafikus plakátja (Ősbemutató - Thália Színház, 1967 OSzK, Plakát- és Kisnyomtatványtár (783/1967)
- Nade Triptichon
- http://www.ilovepecs.hu/tartalomkezelo/tartalom/3059%5B%5D

## Díjai
- Varsó 1975: I. díj
- Tojama, Japán 1985: bronzérem
- Munkácsy Mihály-díj (1985)
- Soros Alapítvány alkotói életműdíja 2003
- Konecsni-díj kimagasló grafikai életműért 2008
- Gyémántlemez az 1973 óta 750000 példányban eladott "Képzelt riport..." című hanglemez borítójának tervezéséért [2009]
- Herczeg Klára-díj (2015)

Nemzetközi publikációk
- A svájci-amerikai Graphis és Graphis Books, az angol Contemporary Designers, a japán Design Now:Posters, a francia European Illustration és a Pour les Droits de l'Homme kötetek, számos magyar művészeti folyóirat